# Київець (Стрийський район)
Київе́ць — село в Україні, у Стрийському районі Львівської області. Населення становить 1 220 осіб.

## Історія
У податковому реєстрі 1515 року в селі документується піп (отже, вже тоді була церква) і млин, 2 лани (близько 50 га) оброблюваної землі орендував Лопатка та ще 1 лан — Лукашин.

## Населення

### Мова
Розподіл населення за рідною мовою за даними перепису 2001 року:
| Мова            | Кількість | Відсоток |
| --------------- | --------- | -------- |
| українська      | 1210      | 99.18%   |
| російська       | 7         | 0.58%    |
| угорська        | 1         | 0.08%    |
| вірменська      | 1         | 0.08%    |
| інші/не вказали | 1         | 0.08%    |
| Усього          | 1220      | 100%     |

## Відомі люди
- Гучок Зеновій Васильович (нар. 1958) — співак, Заслужений артист України.
- Дзюбенко-Мейс Наталія Язорівна (нар. 1953) — дружина дослідника Голодомору в Україні Джеймса Мейса.